# Spopolamento delle Grandi Pianure degli Stati Uniti d'America
Con la frase spopolamento delle Grandi Pianure degli Stati Uniti d'America si intende il processo di migrazione della popolazione dalle aree rurali delle Grandi pianure degli Stati Uniti d'America alle aree urbane delle coste ovest ed est. 
Questo fenomeno è comune in molte aree degli Stati Uniti come in quelle di molti Paesi industrializzati o in via di industrializzazione ma si è rivelato estremamente pronunciato nell'area delle Grandi pianure dove molte contee hanno in pochi decenni perduto più del 60% della loro popolazione.
Lo spopolamento cominciò nei primi anni del '900, si incrementò negli anni '30 con la grande depressione e, contemporaneamente, con una serie di anni estremamente siccitosi, e proseguì per tutto il secolo fino al recente censimento del 2010.

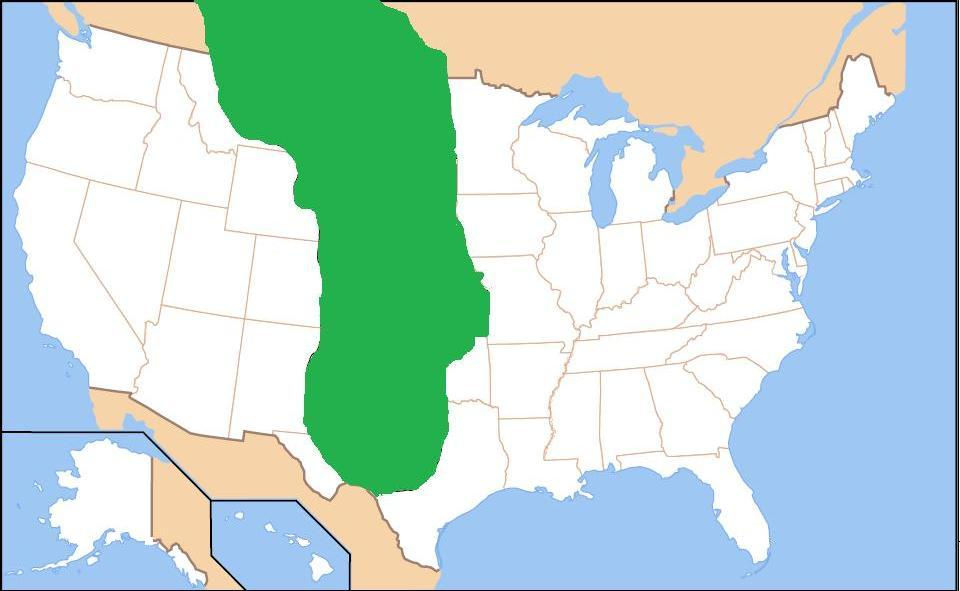
Mappa delle Grandi Pianure.

## Geografia
Con Grandi Pianure si intende un territorio approssimativamente compreso in dieci Stati: Colorado, Kansas, Montana, Nebraska, Nuovo Messico, Dakota del Nord, Oklahoma, Dakota del Sud, Texas e Wyoming. 
Il confine orientale è situato a circa 97 gradi ovest di longitudine e le pianure si estendono ad occidente fino alle Montagne Rocciose mentre vanno dal confine del Canada a nord a circa la latitudine di Austin a sud.
Le Grandi Pianure si distinguono per un territorio generalmente piatto con una copertura vegetale naturale composta prevalentemente da prati.
La parte orientale delle Grandi Pianure è spesso intensamente coltivata e il grano è la coltura più importante. 
La parte occidentale è carente di precipitazioni ed è utilizzata principalmente per il pascolo del bestiame e l'agricoltura irrigua.

## Storia del popolamento
L'insediamento da parte degli agricoltori e degli allevatori nelle Grandi Pianure iniziò con la fine della guerra civile americana nel 1865.
Entro la fine del 1870 gli indiani delle pianure erano stati sconfitti militarmente e confinati nelle riserve. 
Nel 1900 quasi tutta la terra delle Grandi Pianure era di proprietà privata o delle riserve indiane.

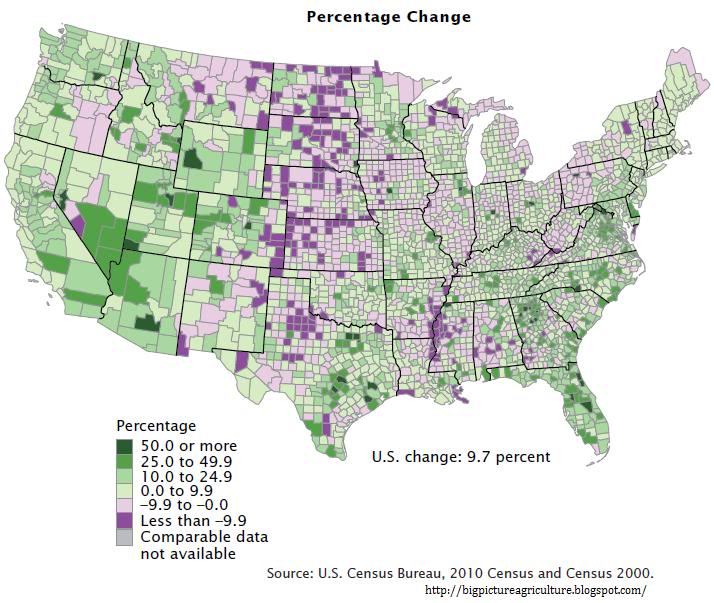
Le aree viola della cartina mostrano le contee che hanno perso popolazione tra il 2000 e il 2010. La maggioranza è nelle Grandi Pianure.

Il processo di insediamento nelle Grandi Pianure da parte di centinaia di migliaia di agricoltori e di allevatori si è invertito a causa di diversi fattori.
L'evoluzione del Mercato agricolo ha spostato il modello di azienda da quello basato su di una economia di sussistenza a grandezza familiare ad un modello basato su aziende commerciali più grandi che utilizzano più attrezzature meccaniche e concimi chimici e meno lavoro manuale. Molte aziende a conduzione familiare si sono rivelate troppo piccole per sopravvivere. 
Inoltre gli agricoltori spesso utilizzavano tecniche agricole che erano inadatte al clima secco e ventoso e alle frequenti siccità delle Grandi Pianure. 
Questo fatto divenne manifesto durante la cosiddetta Dust Bowl degli anni '30 in cui la fuga dalle aree rurali accelerò in maniera drammatica (questo processo è ben descritto nel romanzo Furore di John Steinbeck), anche se il calo della popolazione di alcune contee era iniziata già nel 1900. 
Strade migliori e l'automobile consentirono a molti agricoltori di andare a vivere in città più grandi, piuttosto che rimanere in azienda. 
Mentre le aree urbane delle Grandi Pianure raddoppiavano di popolazione, migliaia di piccole città e di comunità scomparvero. 
Due terzi delle contee hanno perso popolazione, e, come mostra il grafico, molte contee rurali hanno perso più del 60% della popolazione tra il 1900 ed il censimento del 2010. 
Alcune contee hanno perso più dell'80% della loro popolazione. 
La densità di popolazione di alcune grandi contee delle Pianure è scesa sotto due persone per miglio quadrato.
I vari governi locali e nazionali che si sono succeduti negli anni hanno cercato una varietà di metodi per arginare il deflusso di popolazione dalle aree rurali delle Grandi Pianure. 
Alcune città hanno offerto lotti edificabili liberi per i futuri residenti, ma il programma ha riscosso un successo limitato.
Il problema fondamentale sembra essere la scarsità di opportunità di lavoro disponibili in queste piccole e isolate comunità.
Il declino della popolazione ha portato a proposte di restituire la terra al suo stato naturale sotto il controllo pubblico. 
Si è proposto di riportare gran parte delle regioni più aride delle Grandi Pianure alla sua condizione originale come pascolo per bisonti e altri animali delle pianure .